# 錦郡村
錦郡村（にしこりむら）は、大阪府南河内郡にあった村。現在の富田林市の北西部、近鉄長野線・滝谷不動駅および南海高野線・滝谷駅の周辺にあたる。

## 地理
- 河川 ： 石川

## 歴史
- 1889年（明治22年）4月1日 - 町村制の施行により、錦部郡錦郡村・錦郡新田・伏山新田の区域をもって発足。
- 1896年（明治29年）4月1日 - 所属郡が南河内郡に変更。
- 1942年（昭和17年）4月1日 - 富田林町・新堂村・喜志村・大伴村・川西村・彼方村と合併し、改めて富田林町が発足。同日錦郡村廃止。

## 交通

### 鉄道路線
- 大阪鉄道
  - 長野線（現・近鉄長野線）
    - 滝谷不動駅
- 南海鉄道（現・南海電気鉄道）
  - 高野線
    - 滝谷駅